# آتشفشان سن ویسنته
آتشفشان سن ویسنته (به اسپانیایی: Volcán de San Vicente) یا چیچونتپک (Chichontepec) آتشفشانی چینه‌ای به ارتفاع ۲۱۸۲ متر واقع در ال سالوادور در آمریکای مرکزی است. این آتشفشان دومین آتشفشان بلند ال سالوادور است.

## مشخصات
سن ویسنته آتشفشانی آندزیتی است که در جنوب شرقی دریاچه ایلوپانگو و درون کاسه آتشفشانی پلیستوسنی لا کاربونرا شکل گرفته‌است. شهر سن ویسنته تقریباً در فاصلهٔ ۱۰ کیلومتری شمال شرقی آتشفشان و شهر زاکاتکولوکا در ۱۰ کیلومتری جنوب آن قرار دارند و تقریباً در فاصلهٔ ۶۰ کیلومتری غرب سن ویسنته شهر سان سالوادور واقع شده‌است. این آتشفشان از شرق به درهٔ رود لمپا می‌رسد و در شمال آن میدان آتشفشانی آپاستیک قرار دارد.
دامنه‌های شمالی و جنوبی سن ویسنته از جریان‌های گدازه‌ای پوشیده شده‌است که از دودکش مرکزی خارج شده‌اند اما جریان‌های گدازه‌ای که در دامنهٔ شرقی سن ویسنته دیده می‌شوند از دودکشی واقع در بالادست دامنه سرچشمه گرفته‌اند. همچنین در دامنه‌های شمالی و غربی آتشفشان می‌توان چندین چشمه آب گرم و دودخان را مشاهده نمود.
سن ویسنته دارای مخروطی دوقلو است که مخروط غربی آن با ۲۱۰۵ متر ارتفاع کوتاهتر از مخروط شرقی بوده و گسلی شمال غربی-جنوب شرقی آن را قطع کرده‌است. با وجود این باقیماندهٔ دهانه‌ای آتشفشانی به قطر ۰٫۲ کیلومتر را می‌توان هنوز در آن مشاهده نمود. مخروط شرقی نیز دهانه‌ای به همین قطر دارد که به سمت شمال غربی گشوده شده‌است. این آتشفشان با توجه به شکل آن در زبان ناهواتلی، چیچونتپک نامیده می‌شود که به معنای «کوه دو سینه» است.